# 皇家海軍陸戰隊博物館

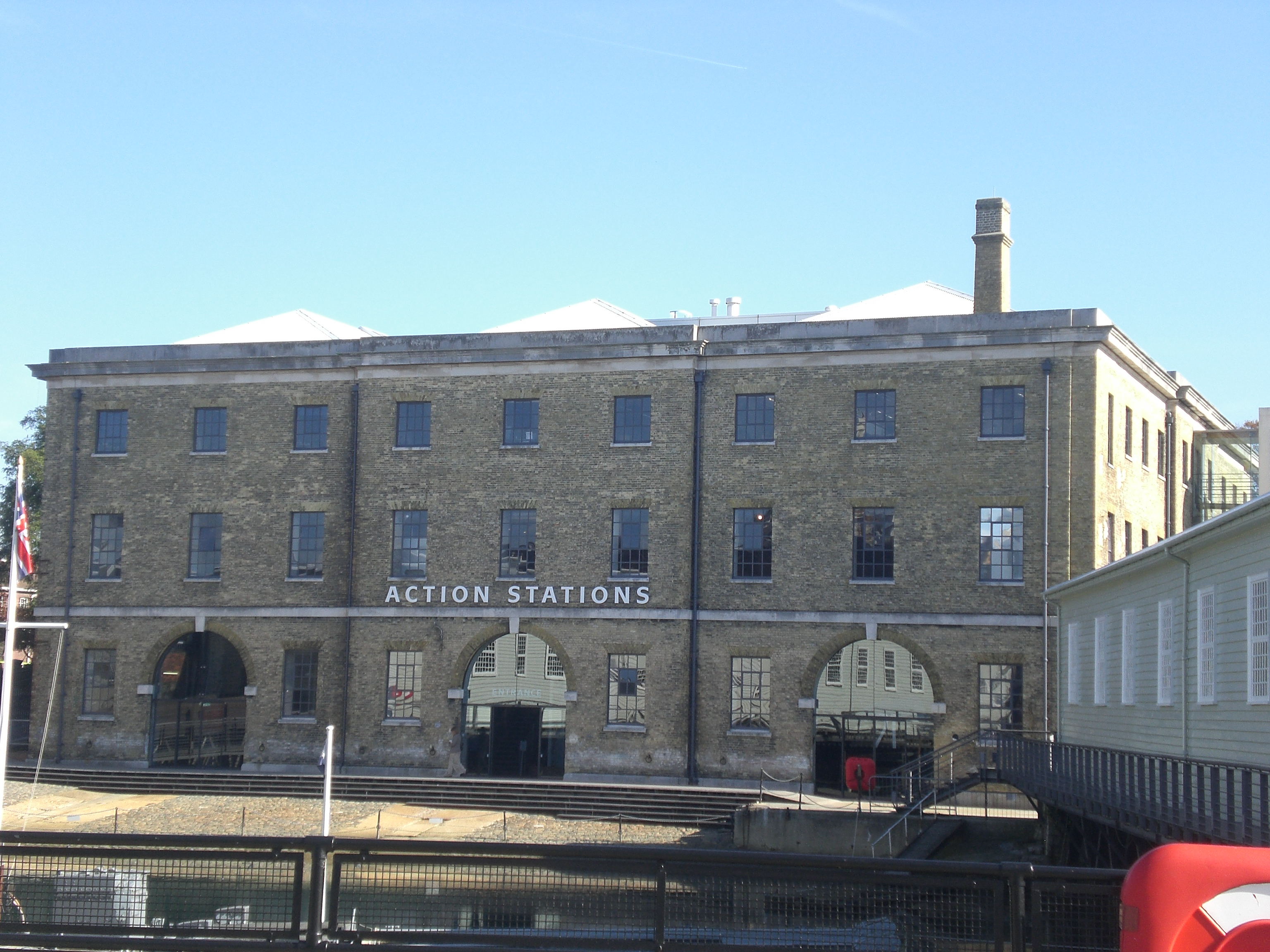

皇家海軍陸戰隊博物館（Royal Marines Museum）是位於英國朴茨茅斯的一座博物館，對公眾開放，也是皇家海軍博物館的構成部分之一。

## 历史
皇家海軍陸戰隊博物館成立於1958年10月，展示皇家海軍陸戰隊至1664年成立以來至今的歷史。2008年，皇家海軍陸戰隊博物館迎來了其建館50年紀念。

## 外部連結
- Official Museum web site （页面存档备份，存于）